# Kaiyō (porte-avions)
Ne doit pas être confondu avec Kaiyō Maru.
Le Kaiyō (海鷹) est un porte-avions d'escorte utilisé par la Marine impériale japonaise pendant la Seconde Guerre mondiale.
Ancien paquebot baptisé Argentina Maru, il est racheté par la Marine japonaise le 9 décembre 1942, converti en porte-avions d'escorte et renommé Kaiyō. Au cours de la guerre, il est utilisé comme navire d'entraînement, transports d'aéronefs et escorteurs de convois. Gravement endommagé lors d'attaques aériennes en juillet et août 1945, le navire est vendu pour la ferraille en septembre 1946.

## Conception
L'Argentina Maru est commandé en 1938 comme transport de passager de luxe par la société Osaka Shosen Kaisha (OSK). En échange d'une subvention et des frais de construction payés par le ministère de la Marine, le navire est conçu pour une éventuelle conversion en porte-avions d'escorte.
L'Argentina Maru, achevé en 1939, jaugeait 12 755 tonneaux en tant que paquebot. Après sa reconversion, le navire avait une longueur totale de 155 mètres, un faisceau de 21,9 mètres et un tirant d'eau de 8,04 mètres. En charge nominale, il déplaçait 13 600 tonnes. Ses moteurs diesel d'origine, le propulsant à une vitesse maximale de 21,5 nœuds (39,8 km/h) , ont été remplacés par deux turbines à vapeur, chacune entraînant un arbre d'hélice, en utilisant de la vapeur produite par quatre chaudières à tubes d'eau. Les turbines avaient une puissance de 52 000 chevaux (38 245,9 kilowatts), le propulsant à une vitesse maximale de 23 nœuds (42,6 km/h). Le navire pouvait transporter plusieurs tonnes de mazout, lui donnant un rayon d'action de 7 000 milles marins (12 964 kilomètres). Son équipage comprenait 829 officiers et marins.
Le pont d'envol avait une hauteur de 72 pieds (21,9 m), il disposait d'un seul hangar pouvant accueillir 24 avions, desservi par deux ascenseurs.

### Armements
Il avait un armement de 8 canons de 12,7 cm/40 Type 89 sur les côtés de la coque. Ses canons tiraient des projectiles de 23,45 kilogrammes à un rythme compris entre 8 et 14 coups par minute à une vitesse à la bouche de 700 à 725 m/s. À + 45°, ils avaient une portée maximale de 14 800 mètres et un plafond de 9 400 m. 

Le Kaiyō était également équipé de 8 canons de 25 mm Type 96 sur les côtés de la coque. Ils tiraient des projectiles de 25 kilogrammes à une vitesse à la bouche de 900 m/s. À + 50°, ils avaient une portée maximale de 7 500 mètres et un plafond de 5 500 m. Le taux maximal de tir effectif n'était que de 110 à 120 coups par minute en raison du besoin fréquent de changer les magasins de quinze obus. En juillet 1944, les 20 canons simples de 25 mm ont été ajoutés, ainsi que huit charges de profondeur. Certaines sources affirment qu'un certain nombre de lance-roquettes antiaériens ont été ajoutés à la fin de 1944. Chaque lanceur possédait 28 roquettes de 12 centimètres de diamètre pesant 22,5 kilogrammes et avec une vitesse maximale de 200 m/s. Leur portée maximale était de 4 800 mètres. 

En novembre 1943, le navire a été équipé d'un radar de recherche aérien Type 2, Mark 2, Model 1 (en), fixé dans une installation rétractable sur le poste de pilotage.

## Historique
L'Argentine Maru a d'abord été utilisé comme transport de troupes après le début de la guerre du Pacifique en décembre 1941. Le navire commence sa reconversion à Nagasaki le 10 décembre 1942, le lendemain de son achat. Il est renommé Kaiyō après sa conversion le 23 novembre 1943. Lors de ses premières missions, il transporte des avions vers les bases japonaises étrangères. En janvier 1944, il transporte des avions pour la 23e Air Flotilla à Singapour via Manille avec le convoi HI-33. À son retour, il transporte des avions du 551e Air Group à destination des îles Truk. Le 10 février, lors de son transit des Truk vers Palaos, il est attaqué sans succès par le sous-marin USS Robalo (en). Le 17 mars, il est affecté à la 1re Surface Escort Division. En avril, il escorte le convoi HI-57 à Singapour via Taïwan et l'Indochine. Au retour, il escorte le convoi HI-58, où l'un de ses avions repère le sous-marin Robalo en surface à l'arrière du convoi. Le sous-marin est endommagé par les navires d'escorte, mais réussit à s'échapper.
Fin mai, le Kaiyō escortait le convoi HI-65 en direction de Singapour en compagnie du Shin'yō, lorsque l'un des navires d'escorte est torpillé et deux navires marchands entrent en collision en tentant d'esquiver les torpilles. Le reste du convoi arrive à Singapour le 12 juin. Lors de son retour, il est affecté au convoi rapide HI-66 et atteint le Japon le 26 juin. Il entre en carénage à l'Arsenal naval de Kure où il reçoit un certain nombre de canons de 25 mm supplémentaire. Le 13 juillet, les Kaiyō et Taiyō livrent des avions pour les Philippines à travers le convoi HI-69 où ils arrivent une semaine plus tard. Le convoi quitte Manille quatre jours plus tard et atteint le Japon le 1er août. Le 4 août, ses moteurs tombent en panne alors qu'il s’apprête à rejoindre un convoi. Il est envoyé à Sasebo pour y être réparé.
Le 25 octobre, le Kaiyō transporte une douzaine d'avions vers Keelung, à Taiwan, et arrive à Kure le 2 novembre. Un mois plus tard, il escorte le convoi HI-83 vers Singapour via Taiwan et Hainan, où il arrive le 13 décembre. Lors de son transit, il est affecté à la First Escort Fleet le 10 décembre. En revenant au Japon avec le convoi HI-84, le Kaiyō est de nouveau attaqué sans succès par le sous-marin USS Dace le 31 décembre. À son arrivée à Moji le 13 janvier 1945, le navire est transféré à Kure et est affecté à une formation de pilote dans la mer intérieure de Seto.
Le 19 mars 1945, alors amarré à Kure, le Kaiyō est attaqué par un porte-avions américain de la Task Force 58. Il est touché d'une bombe dans la salle des machines déclenchant des incendies et provoquant des inondations. Le navire, commençant à s'incliner, est remorqué en eaux peu profonde près de l'île d'Etajima afin d'éviter qu'il ne coule. Le 20 avril, il sert de navire cible pour des équipages kamikaze. Le Kaiyō reprend sa formation de pilote et heurte une mine le 18 juillet, l'endommageant quelque peu.
Six jours plus tard, durant le bombardement de Kure, le navire est attaqué par la Fleet Air Arm de la British Pacific Fleet. En essayant d'éviter les bombes, le navire heurte une nouvelle fois une mine. Le navire est remorqué pendant la nuit dans la baie de Beppu et échoué le lendemain matin pour l'empêcher de couler. Le 28 juillet, il est de nouveau endommagé par 18 roquettes lancées par des avions américains, tuant 20 hommes d'équipage. Le lendemain, il est attaqué par des bombardiers moyen (en) B-25J Mitchell de la Fifth Air Force et des avions du porte-avions USS Ticonderoga. Les dégâts sont tels que le capitaine ordonne d'inonder les chaudières d'eau de mer et recouvrir d'huile les machines pour mieux les conserver.
Les bombardements aériens du 9 août menés par des B-25J Mitchells du 38e groupe de bombardement (en) de l'USAAF, basés à Okinawa, endommagèrent encore le navire malgré l'utilisation intensive du filet de camouflage et de feuillage. Le lendemain, le navire est abandonné par son équipage. Il est rayé des listes de la marine le 20 novembre et démantelé sur place à partir du 1er septembre 1946 jusqu'au 30 janvier 1948, par la société Nissan Salvage.